# 林雲傑
林雲傑（Lam Wan Kit，1987年11月25日—），生於香港，香港足球運動員，司職中場，現時效力香港甲組聯賽球會中西區。

## 球員生涯
林雲傑生於香港，在19歲時首次接觸職業足球，加盟甲組球會晨曦，奈何要兼顧工作，經過一整年訓練都進步不大，結果不獲晨曦續約，直到2012年再度重返晨曦，並於兩季內在聯賽獲10場上陣機會。
直到在2014年夏天，由於晨曦放棄參與新組成的港超聯，結果令林雲傑未能找到職業球會落班。於2014年9月加盟乙組球會駿其天旭。到2015年9月轉會到乙組球會東區，並協助東區奪得聯賽亞軍班挑戰甲組。
在2016年7月，林雲傑到港超聯新升班球會港會試腳，再在8月獲機會到由中超球會廣州富力出資及組建的R&F富力試腳。結果林雲傑經過一個月的試訓後，獲得富力的合約，得以首度在港超聯作賽。並在9月18日對標準灝天的高級組銀牌初賽首度為富力上陣，但最終富力以0–1落敗。
在球季結束後，林雲傑隨R&F富力助教梁志榮轉會至新組成的港超聯球會夢想FC，並在12月31日對理文的足總盃首圈首度為夢想上陣，但結果夢想以1–3落敗。

## 榮譽
東區
- 香港乙組聯賽亞軍（2015–16季度）

駿其天旭
- 香港甲組聯賽冠軍（2014–15季度）

## 外部連結
- 香港足球總會網頁球員註冊資料 （页面存档备份，存于）